# Orillia curvinervis
Orillia curvinervis är en tvåvingeart som beskrevs av Robineau-Desvoidy 1849. Orillia curvinervis ingår i släktet Orillia och familjen parasitflugor.
Artens utbredningsområde är Frankrike. Inga underarter finns listade.